# Publius Servilius Rullus (Reiterführer)
Publius Servilius Rullus entstammte dem römischen Geschlecht der Servilier und war 40 v. Chr. Reiterführer von Octavian (dem späteren Kaiser Augustus).

## Leben
Publius Servilius Rullus war möglicherweise ein Sohn des gleichnamigen Volkstribunen von 63 v. Chr. Von seiner Laufbahn ist nur bekannt, dass er im nach dem Perusinischen Krieg (Winter 41/40 v. Chr.) weiterschwelenden Konflikt zwischen den Triumvirn Marcus Antonius und Octavian der Letztere als Reiterführer diente. Marcus Antonius kehrte im Herbst 40 v. Chr. von seinem Aufenthalt im Osten des Römischen Reichs nach Italien zurück und belagerte Brundisium, als dieses seinen Schiffen die Aufnahme verweigerte. Octavians Freund und begabter Feldherr Marcus Vipsanius Agrippa konnte zwar das von Antonius genommene Sipontum zurückerobern, aber Rullus erlitt in einem Reitertreffen nahe der Stadt Hyria eine Niederlage, obwohl er mit seinen 1500 Kavalleristen Antonius militärisch deutlich überlegen war. Bald söhnten sich die Triumvirn im Vertrag von Brundisium vorübergehend aus. Rullus wurde später nicht mehr erwähnt.